# Dębówiec (Gniezno)
Pour les articles homonymes, voir Dębowiec.
Dębówiec (prononciation : [dɛmˈbuvjɛt͡s]) est un village polonais de la gmina de Gniezno dans le powiat de Gniezno de la voïvodie de Grande-Pologne dans le centre-ouest de la Pologne.
Il se situe à environ 9 kilomètres au nord-est de Gniezno (siège de la gmina et du powiat) et à 55 kilomètres au nord-est de Poznań (capitale régionale).

## Histoire
De 1975 à 1998, le village faisait partie du territoire de la voïvodie de Poznań.

Depuis 1999, Dębówiec est situé dans la voïvodie de Grande-Pologne.